# Laurence Humphrey

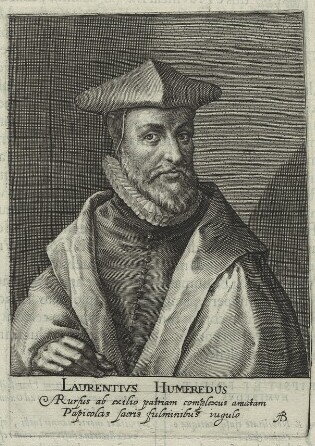
Laurence Humphrey

Laurence Humphrey (* 1527 in Newport Pagnell, Buckinghamshire; † 1. Februar 1590 in Oxford) war ein puritanischer Theologe.
Laurence Humphrey studierte in Oxford und Cambridge. Nach der Thronbesteigung von Maria I. und der damit beginnenden Rekatholisierung in England floh Humphrey nach Zürich und Basel. Dort stand er im engen Kontakt mit John Jewel und John Parkhurst. 1558, nach dem Tode der Königin, ging Laurence Humphrey zurück nach England. 1560 wurde er Professor in Oxford und ein Jahr später Präsident des Magdalen College. 1571 wurde Humphrey Dekan in Gloucester und 1580 in Winchester.